# Ласкер, Эдуард
Эдуа́рд Ла́скер (англ. Edward Lasker; 3 декабря 1885, Кемпно, Великопольское воеводство — 25 марта 1981, Нью-Йорк, Нью-Йорк) — американский (ранее — немецкий) шахматист, международный мастер (1963), международный арбитр (1956), шахматный литератор и инженер-электрик. Еврейский эмигрант из Германии в США.

## Биография
Родился в Кемпене, учился в Бреслау, а затем в Высшей технической школе Шарлотенбурга (ныне Берлинский технический университет). Получил диплом по специальностям математика и инженер машиностроения.
Чемпион Берлина (1909, выиграл матч у Эриха Кона +1−0=3) и Лондона (1914). На международном турнире в Схевенингене (1913) занял 5-е место и получил звание мастера. С 1914 жил в США, в 1915 году стал чемпионом Нью-Йорка (1915), год спустя — Чикаго. Пятикратный чемпион западных штатов (1917—1921), в 1922 году выиграл турнир. В 1923 году проиграл матч за звание чемпиона США Фрэнку Маршаллу со счётом 8½-9½ (+4−5=9). Позже Ласкер был одним одним из главных организаторов и участник двухкругового международного турнира в Нью-Йорке (1924), на котором сыграл против своего однофамильца Эмануила Ласкера. Внёс вклад в разработку шахматных программ для ЭВМ. Ласкер также стал одним из наиболее известных пропагандистов го в Европе и Америке, был чемпионом США в го. Ласкера считают «отцом американского го» за написание одной из первых книг по этой игре: «Го и гомоку». Ласкер стал одним из основателей Американской ассоциации го в 1935 году.
На протяжении многих лет жил в гражданском браке с шахматисткой Моной Карф.

## Известная партия
Ласкер — Джордж Томас (Лондон, 1912).
|   | a | b | c | d | e | f | g | h |   |
| - | --- | --- | --- | --- | --- | --- | --- | --- | - |
| 8 | a8 чёрная ладья · b8 чёрный конь · f8 чёрная ладья · g8 чёрный король · a7 чёрная пешка · b7 чёрный слон · c7 чёрная пешка · d7 чёрная пешка · e7 чёрный ферзь · g7 чёрная пешка · h7 чёрная пешка · b6 чёрная пешка · e6 чёрная пешка · f6 чёрный слон · e5 белый конь · h5 белый ферзь · d4 белая пешка · e4 белый конь · d3 белый слон · a2 белая пешка · b2 белая пешка · c2 белая пешка · f2 белая пешка · g2 белая пешка · h2 белая пешка · a1 белая ладья · e1 белый король · h1 белая ладья | a8 чёрная ладья · b8 чёрный конь · f8 чёрная ладья · g8 чёрный король · a7 чёрная пешка · b7 чёрный слон · c7 чёрная пешка · d7 чёрная пешка · e7 чёрный ферзь · g7 чёрная пешка · h7 чёрная пешка · b6 чёрная пешка · e6 чёрная пешка · f6 чёрный слон · e5 белый конь · h5 белый ферзь · d4 белая пешка · e4 белый конь · d3 белый слон · a2 белая пешка · b2 белая пешка · c2 белая пешка · f2 белая пешка · g2 белая пешка · h2 белая пешка · a1 белая ладья · e1 белый король · h1 белая ладья | a8 чёрная ладья · b8 чёрный конь · f8 чёрная ладья · g8 чёрный король · a7 чёрная пешка · b7 чёрный слон · c7 чёрная пешка · d7 чёрная пешка · e7 чёрный ферзь · g7 чёрная пешка · h7 чёрная пешка · b6 чёрная пешка · e6 чёрная пешка · f6 чёрный слон · e5 белый конь · h5 белый ферзь · d4 белая пешка · e4 белый конь · d3 белый слон · a2 белая пешка · b2 белая пешка · c2 белая пешка · f2 белая пешка · g2 белая пешка · h2 белая пешка · a1 белая ладья · e1 белый король · h1 белая ладья | a8 чёрная ладья · b8 чёрный конь · f8 чёрная ладья · g8 чёрный король · a7 чёрная пешка · b7 чёрный слон · c7 чёрная пешка · d7 чёрная пешка · e7 чёрный ферзь · g7 чёрная пешка · h7 чёрная пешка · b6 чёрная пешка · e6 чёрная пешка · f6 чёрный слон · e5 белый конь · h5 белый ферзь · d4 белая пешка · e4 белый конь · d3 белый слон · a2 белая пешка · b2 белая пешка · c2 белая пешка · f2 белая пешка · g2 белая пешка · h2 белая пешка · a1 белая ладья · e1 белый король · h1 белая ладья | a8 чёрная ладья · b8 чёрный конь · f8 чёрная ладья · g8 чёрный король · a7 чёрная пешка · b7 чёрный слон · c7 чёрная пешка · d7 чёрная пешка · e7 чёрный ферзь · g7 чёрная пешка · h7 чёрная пешка · b6 чёрная пешка · e6 чёрная пешка · f6 чёрный слон · e5 белый конь · h5 белый ферзь · d4 белая пешка · e4 белый конь · d3 белый слон · a2 белая пешка · b2 белая пешка · c2 белая пешка · f2 белая пешка · g2 белая пешка · h2 белая пешка · a1 белая ладья · e1 белый король · h1 белая ладья | a8 чёрная ладья · b8 чёрный конь · f8 чёрная ладья · g8 чёрный король · a7 чёрная пешка · b7 чёрный слон · c7 чёрная пешка · d7 чёрная пешка · e7 чёрный ферзь · g7 чёрная пешка · h7 чёрная пешка · b6 чёрная пешка · e6 чёрная пешка · f6 чёрный слон · e5 белый конь · h5 белый ферзь · d4 белая пешка · e4 белый конь · d3 белый слон · a2 белая пешка · b2 белая пешка · c2 белая пешка · f2 белая пешка · g2 белая пешка · h2 белая пешка · a1 белая ладья · e1 белый король · h1 белая ладья | a8 чёрная ладья · b8 чёрный конь · f8 чёрная ладья · g8 чёрный король · a7 чёрная пешка · b7 чёрный слон · c7 чёрная пешка · d7 чёрная пешка · e7 чёрный ферзь · g7 чёрная пешка · h7 чёрная пешка · b6 чёрная пешка · e6 чёрная пешка · f6 чёрный слон · e5 белый конь · h5 белый ферзь · d4 белая пешка · e4 белый конь · d3 белый слон · a2 белая пешка · b2 белая пешка · c2 белая пешка · f2 белая пешка · g2 белая пешка · h2 белая пешка · a1 белая ладья · e1 белый король · h1 белая ладья | a8 чёрная ладья · b8 чёрный конь · f8 чёрная ладья · g8 чёрный король · a7 чёрная пешка · b7 чёрный слон · c7 чёрная пешка · d7 чёрная пешка · e7 чёрный ферзь · g7 чёрная пешка · h7 чёрная пешка · b6 чёрная пешка · e6 чёрная пешка · f6 чёрный слон · e5 белый конь · h5 белый ферзь · d4 белая пешка · e4 белый конь · d3 белый слон · a2 белая пешка · b2 белая пешка · c2 белая пешка · f2 белая пешка · g2 белая пешка · h2 белая пешка · a1 белая ладья · e1 белый король · h1 белая ладья | 8 |
| 7 | a8 чёрная ладья · b8 чёрный конь · f8 чёрная ладья · g8 чёрный король · a7 чёрная пешка · b7 чёрный слон · c7 чёрная пешка · d7 чёрная пешка · e7 чёрный ферзь · g7 чёрная пешка · h7 чёрная пешка · b6 чёрная пешка · e6 чёрная пешка · f6 чёрный слон · e5 белый конь · h5 белый ферзь · d4 белая пешка · e4 белый конь · d3 белый слон · a2 белая пешка · b2 белая пешка · c2 белая пешка · f2 белая пешка · g2 белая пешка · h2 белая пешка · a1 белая ладья · e1 белый король · h1 белая ладья | a8 чёрная ладья · b8 чёрный конь · f8 чёрная ладья · g8 чёрный король · a7 чёрная пешка · b7 чёрный слон · c7 чёрная пешка · d7 чёрная пешка · e7 чёрный ферзь · g7 чёрная пешка · h7 чёрная пешка · b6 чёрная пешка · e6 чёрная пешка · f6 чёрный слон · e5 белый конь · h5 белый ферзь · d4 белая пешка · e4 белый конь · d3 белый слон · a2 белая пешка · b2 белая пешка · c2 белая пешка · f2 белая пешка · g2 белая пешка · h2 белая пешка · a1 белая ладья · e1 белый король · h1 белая ладья | a8 чёрная ладья · b8 чёрный конь · f8 чёрная ладья · g8 чёрный король · a7 чёрная пешка · b7 чёрный слон · c7 чёрная пешка · d7 чёрная пешка · e7 чёрный ферзь · g7 чёрная пешка · h7 чёрная пешка · b6 чёрная пешка · e6 чёрная пешка · f6 чёрный слон · e5 белый конь · h5 белый ферзь · d4 белая пешка · e4 белый конь · d3 белый слон · a2 белая пешка · b2 белая пешка · c2 белая пешка · f2 белая пешка · g2 белая пешка · h2 белая пешка · a1 белая ладья · e1 белый король · h1 белая ладья | a8 чёрная ладья · b8 чёрный конь · f8 чёрная ладья · g8 чёрный король · a7 чёрная пешка · b7 чёрный слон · c7 чёрная пешка · d7 чёрная пешка · e7 чёрный ферзь · g7 чёрная пешка · h7 чёрная пешка · b6 чёрная пешка · e6 чёрная пешка · f6 чёрный слон · e5 белый конь · h5 белый ферзь · d4 белая пешка · e4 белый конь · d3 белый слон · a2 белая пешка · b2 белая пешка · c2 белая пешка · f2 белая пешка · g2 белая пешка · h2 белая пешка · a1 белая ладья · e1 белый король · h1 белая ладья | a8 чёрная ладья · b8 чёрный конь · f8 чёрная ладья · g8 чёрный король · a7 чёрная пешка · b7 чёрный слон · c7 чёрная пешка · d7 чёрная пешка · e7 чёрный ферзь · g7 чёрная пешка · h7 чёрная пешка · b6 чёрная пешка · e6 чёрная пешка · f6 чёрный слон · e5 белый конь · h5 белый ферзь · d4 белая пешка · e4 белый конь · d3 белый слон · a2 белая пешка · b2 белая пешка · c2 белая пешка · f2 белая пешка · g2 белая пешка · h2 белая пешка · a1 белая ладья · e1 белый король · h1 белая ладья | a8 чёрная ладья · b8 чёрный конь · f8 чёрная ладья · g8 чёрный король · a7 чёрная пешка · b7 чёрный слон · c7 чёрная пешка · d7 чёрная пешка · e7 чёрный ферзь · g7 чёрная пешка · h7 чёрная пешка · b6 чёрная пешка · e6 чёрная пешка · f6 чёрный слон · e5 белый конь · h5 белый ферзь · d4 белая пешка · e4 белый конь · d3 белый слон · a2 белая пешка · b2 белая пешка · c2 белая пешка · f2 белая пешка · g2 белая пешка · h2 белая пешка · a1 белая ладья · e1 белый король · h1 белая ладья | a8 чёрная ладья · b8 чёрный конь · f8 чёрная ладья · g8 чёрный король · a7 чёрная пешка · b7 чёрный слон · c7 чёрная пешка · d7 чёрная пешка · e7 чёрный ферзь · g7 чёрная пешка · h7 чёрная пешка · b6 чёрная пешка · e6 чёрная пешка · f6 чёрный слон · e5 белый конь · h5 белый ферзь · d4 белая пешка · e4 белый конь · d3 белый слон · a2 белая пешка · b2 белая пешка · c2 белая пешка · f2 белая пешка · g2 белая пешка · h2 белая пешка · a1 белая ладья · e1 белый король · h1 белая ладья | a8 чёрная ладья · b8 чёрный конь · f8 чёрная ладья · g8 чёрный король · a7 чёрная пешка · b7 чёрный слон · c7 чёрная пешка · d7 чёрная пешка · e7 чёрный ферзь · g7 чёрная пешка · h7 чёрная пешка · b6 чёрная пешка · e6 чёрная пешка · f6 чёрный слон · e5 белый конь · h5 белый ферзь · d4 белая пешка · e4 белый конь · d3 белый слон · a2 белая пешка · b2 белая пешка · c2 белая пешка · f2 белая пешка · g2 белая пешка · h2 белая пешка · a1 белая ладья · e1 белый король · h1 белая ладья | 7 |
| 6 | a8 чёрная ладья · b8 чёрный конь · f8 чёрная ладья · g8 чёрный король · a7 чёрная пешка · b7 чёрный слон · c7 чёрная пешка · d7 чёрная пешка · e7 чёрный ферзь · g7 чёрная пешка · h7 чёрная пешка · b6 чёрная пешка · e6 чёрная пешка · f6 чёрный слон · e5 белый конь · h5 белый ферзь · d4 белая пешка · e4 белый конь · d3 белый слон · a2 белая пешка · b2 белая пешка · c2 белая пешка · f2 белая пешка · g2 белая пешка · h2 белая пешка · a1 белая ладья · e1 белый король · h1 белая ладья | a8 чёрная ладья · b8 чёрный конь · f8 чёрная ладья · g8 чёрный король · a7 чёрная пешка · b7 чёрный слон · c7 чёрная пешка · d7 чёрная пешка · e7 чёрный ферзь · g7 чёрная пешка · h7 чёрная пешка · b6 чёрная пешка · e6 чёрная пешка · f6 чёрный слон · e5 белый конь · h5 белый ферзь · d4 белая пешка · e4 белый конь · d3 белый слон · a2 белая пешка · b2 белая пешка · c2 белая пешка · f2 белая пешка · g2 белая пешка · h2 белая пешка · a1 белая ладья · e1 белый король · h1 белая ладья | a8 чёрная ладья · b8 чёрный конь · f8 чёрная ладья · g8 чёрный король · a7 чёрная пешка · b7 чёрный слон · c7 чёрная пешка · d7 чёрная пешка · e7 чёрный ферзь · g7 чёрная пешка · h7 чёрная пешка · b6 чёрная пешка · e6 чёрная пешка · f6 чёрный слон · e5 белый конь · h5 белый ферзь · d4 белая пешка · e4 белый конь · d3 белый слон · a2 белая пешка · b2 белая пешка · c2 белая пешка · f2 белая пешка · g2 белая пешка · h2 белая пешка · a1 белая ладья · e1 белый король · h1 белая ладья | a8 чёрная ладья · b8 чёрный конь · f8 чёрная ладья · g8 чёрный король · a7 чёрная пешка · b7 чёрный слон · c7 чёрная пешка · d7 чёрная пешка · e7 чёрный ферзь · g7 чёрная пешка · h7 чёрная пешка · b6 чёрная пешка · e6 чёрная пешка · f6 чёрный слон · e5 белый конь · h5 белый ферзь · d4 белая пешка · e4 белый конь · d3 белый слон · a2 белая пешка · b2 белая пешка · c2 белая пешка · f2 белая пешка · g2 белая пешка · h2 белая пешка · a1 белая ладья · e1 белый король · h1 белая ладья | a8 чёрная ладья · b8 чёрный конь · f8 чёрная ладья · g8 чёрный король · a7 чёрная пешка · b7 чёрный слон · c7 чёрная пешка · d7 чёрная пешка · e7 чёрный ферзь · g7 чёрная пешка · h7 чёрная пешка · b6 чёрная пешка · e6 чёрная пешка · f6 чёрный слон · e5 белый конь · h5 белый ферзь · d4 белая пешка · e4 белый конь · d3 белый слон · a2 белая пешка · b2 белая пешка · c2 белая пешка · f2 белая пешка · g2 белая пешка · h2 белая пешка · a1 белая ладья · e1 белый король · h1 белая ладья | a8 чёрная ладья · b8 чёрный конь · f8 чёрная ладья · g8 чёрный король · a7 чёрная пешка · b7 чёрный слон · c7 чёрная пешка · d7 чёрная пешка · e7 чёрный ферзь · g7 чёрная пешка · h7 чёрная пешка · b6 чёрная пешка · e6 чёрная пешка · f6 чёрный слон · e5 белый конь · h5 белый ферзь · d4 белая пешка · e4 белый конь · d3 белый слон · a2 белая пешка · b2 белая пешка · c2 белая пешка · f2 белая пешка · g2 белая пешка · h2 белая пешка · a1 белая ладья · e1 белый король · h1 белая ладья | a8 чёрная ладья · b8 чёрный конь · f8 чёрная ладья · g8 чёрный король · a7 чёрная пешка · b7 чёрный слон · c7 чёрная пешка · d7 чёрная пешка · e7 чёрный ферзь · g7 чёрная пешка · h7 чёрная пешка · b6 чёрная пешка · e6 чёрная пешка · f6 чёрный слон · e5 белый конь · h5 белый ферзь · d4 белая пешка · e4 белый конь · d3 белый слон · a2 белая пешка · b2 белая пешка · c2 белая пешка · f2 белая пешка · g2 белая пешка · h2 белая пешка · a1 белая ладья · e1 белый король · h1 белая ладья | a8 чёрная ладья · b8 чёрный конь · f8 чёрная ладья · g8 чёрный король · a7 чёрная пешка · b7 чёрный слон · c7 чёрная пешка · d7 чёрная пешка · e7 чёрный ферзь · g7 чёрная пешка · h7 чёрная пешка · b6 чёрная пешка · e6 чёрная пешка · f6 чёрный слон · e5 белый конь · h5 белый ферзь · d4 белая пешка · e4 белый конь · d3 белый слон · a2 белая пешка · b2 белая пешка · c2 белая пешка · f2 белая пешка · g2 белая пешка · h2 белая пешка · a1 белая ладья · e1 белый король · h1 белая ладья | 6 |
| 5 | a8 чёрная ладья · b8 чёрный конь · f8 чёрная ладья · g8 чёрный король · a7 чёрная пешка · b7 чёрный слон · c7 чёрная пешка · d7 чёрная пешка · e7 чёрный ферзь · g7 чёрная пешка · h7 чёрная пешка · b6 чёрная пешка · e6 чёрная пешка · f6 чёрный слон · e5 белый конь · h5 белый ферзь · d4 белая пешка · e4 белый конь · d3 белый слон · a2 белая пешка · b2 белая пешка · c2 белая пешка · f2 белая пешка · g2 белая пешка · h2 белая пешка · a1 белая ладья · e1 белый король · h1 белая ладья | a8 чёрная ладья · b8 чёрный конь · f8 чёрная ладья · g8 чёрный король · a7 чёрная пешка · b7 чёрный слон · c7 чёрная пешка · d7 чёрная пешка · e7 чёрный ферзь · g7 чёрная пешка · h7 чёрная пешка · b6 чёрная пешка · e6 чёрная пешка · f6 чёрный слон · e5 белый конь · h5 белый ферзь · d4 белая пешка · e4 белый конь · d3 белый слон · a2 белая пешка · b2 белая пешка · c2 белая пешка · f2 белая пешка · g2 белая пешка · h2 белая пешка · a1 белая ладья · e1 белый король · h1 белая ладья | a8 чёрная ладья · b8 чёрный конь · f8 чёрная ладья · g8 чёрный король · a7 чёрная пешка · b7 чёрный слон · c7 чёрная пешка · d7 чёрная пешка · e7 чёрный ферзь · g7 чёрная пешка · h7 чёрная пешка · b6 чёрная пешка · e6 чёрная пешка · f6 чёрный слон · e5 белый конь · h5 белый ферзь · d4 белая пешка · e4 белый конь · d3 белый слон · a2 белая пешка · b2 белая пешка · c2 белая пешка · f2 белая пешка · g2 белая пешка · h2 белая пешка · a1 белая ладья · e1 белый король · h1 белая ладья | a8 чёрная ладья · b8 чёрный конь · f8 чёрная ладья · g8 чёрный король · a7 чёрная пешка · b7 чёрный слон · c7 чёрная пешка · d7 чёрная пешка · e7 чёрный ферзь · g7 чёрная пешка · h7 чёрная пешка · b6 чёрная пешка · e6 чёрная пешка · f6 чёрный слон · e5 белый конь · h5 белый ферзь · d4 белая пешка · e4 белый конь · d3 белый слон · a2 белая пешка · b2 белая пешка · c2 белая пешка · f2 белая пешка · g2 белая пешка · h2 белая пешка · a1 белая ладья · e1 белый король · h1 белая ладья | a8 чёрная ладья · b8 чёрный конь · f8 чёрная ладья · g8 чёрный король · a7 чёрная пешка · b7 чёрный слон · c7 чёрная пешка · d7 чёрная пешка · e7 чёрный ферзь · g7 чёрная пешка · h7 чёрная пешка · b6 чёрная пешка · e6 чёрная пешка · f6 чёрный слон · e5 белый конь · h5 белый ферзь · d4 белая пешка · e4 белый конь · d3 белый слон · a2 белая пешка · b2 белая пешка · c2 белая пешка · f2 белая пешка · g2 белая пешка · h2 белая пешка · a1 белая ладья · e1 белый король · h1 белая ладья | a8 чёрная ладья · b8 чёрный конь · f8 чёрная ладья · g8 чёрный король · a7 чёрная пешка · b7 чёрный слон · c7 чёрная пешка · d7 чёрная пешка · e7 чёрный ферзь · g7 чёрная пешка · h7 чёрная пешка · b6 чёрная пешка · e6 чёрная пешка · f6 чёрный слон · e5 белый конь · h5 белый ферзь · d4 белая пешка · e4 белый конь · d3 белый слон · a2 белая пешка · b2 белая пешка · c2 белая пешка · f2 белая пешка · g2 белая пешка · h2 белая пешка · a1 белая ладья · e1 белый король · h1 белая ладья | a8 чёрная ладья · b8 чёрный конь · f8 чёрная ладья · g8 чёрный король · a7 чёрная пешка · b7 чёрный слон · c7 чёрная пешка · d7 чёрная пешка · e7 чёрный ферзь · g7 чёрная пешка · h7 чёрная пешка · b6 чёрная пешка · e6 чёрная пешка · f6 чёрный слон · e5 белый конь · h5 белый ферзь · d4 белая пешка · e4 белый конь · d3 белый слон · a2 белая пешка · b2 белая пешка · c2 белая пешка · f2 белая пешка · g2 белая пешка · h2 белая пешка · a1 белая ладья · e1 белый король · h1 белая ладья | a8 чёрная ладья · b8 чёрный конь · f8 чёрная ладья · g8 чёрный король · a7 чёрная пешка · b7 чёрный слон · c7 чёрная пешка · d7 чёрная пешка · e7 чёрный ферзь · g7 чёрная пешка · h7 чёрная пешка · b6 чёрная пешка · e6 чёрная пешка · f6 чёрный слон · e5 белый конь · h5 белый ферзь · d4 белая пешка · e4 белый конь · d3 белый слон · a2 белая пешка · b2 белая пешка · c2 белая пешка · f2 белая пешка · g2 белая пешка · h2 белая пешка · a1 белая ладья · e1 белый король · h1 белая ладья | 5 |
| 4 | a8 чёрная ладья · b8 чёрный конь · f8 чёрная ладья · g8 чёрный король · a7 чёрная пешка · b7 чёрный слон · c7 чёрная пешка · d7 чёрная пешка · e7 чёрный ферзь · g7 чёрная пешка · h7 чёрная пешка · b6 чёрная пешка · e6 чёрная пешка · f6 чёрный слон · e5 белый конь · h5 белый ферзь · d4 белая пешка · e4 белый конь · d3 белый слон · a2 белая пешка · b2 белая пешка · c2 белая пешка · f2 белая пешка · g2 белая пешка · h2 белая пешка · a1 белая ладья · e1 белый король · h1 белая ладья | a8 чёрная ладья · b8 чёрный конь · f8 чёрная ладья · g8 чёрный король · a7 чёрная пешка · b7 чёрный слон · c7 чёрная пешка · d7 чёрная пешка · e7 чёрный ферзь · g7 чёрная пешка · h7 чёрная пешка · b6 чёрная пешка · e6 чёрная пешка · f6 чёрный слон · e5 белый конь · h5 белый ферзь · d4 белая пешка · e4 белый конь · d3 белый слон · a2 белая пешка · b2 белая пешка · c2 белая пешка · f2 белая пешка · g2 белая пешка · h2 белая пешка · a1 белая ладья · e1 белый король · h1 белая ладья | a8 чёрная ладья · b8 чёрный конь · f8 чёрная ладья · g8 чёрный король · a7 чёрная пешка · b7 чёрный слон · c7 чёрная пешка · d7 чёрная пешка · e7 чёрный ферзь · g7 чёрная пешка · h7 чёрная пешка · b6 чёрная пешка · e6 чёрная пешка · f6 чёрный слон · e5 белый конь · h5 белый ферзь · d4 белая пешка · e4 белый конь · d3 белый слон · a2 белая пешка · b2 белая пешка · c2 белая пешка · f2 белая пешка · g2 белая пешка · h2 белая пешка · a1 белая ладья · e1 белый король · h1 белая ладья | a8 чёрная ладья · b8 чёрный конь · f8 чёрная ладья · g8 чёрный король · a7 чёрная пешка · b7 чёрный слон · c7 чёрная пешка · d7 чёрная пешка · e7 чёрный ферзь · g7 чёрная пешка · h7 чёрная пешка · b6 чёрная пешка · e6 чёрная пешка · f6 чёрный слон · e5 белый конь · h5 белый ферзь · d4 белая пешка · e4 белый конь · d3 белый слон · a2 белая пешка · b2 белая пешка · c2 белая пешка · f2 белая пешка · g2 белая пешка · h2 белая пешка · a1 белая ладья · e1 белый король · h1 белая ладья | a8 чёрная ладья · b8 чёрный конь · f8 чёрная ладья · g8 чёрный король · a7 чёрная пешка · b7 чёрный слон · c7 чёрная пешка · d7 чёрная пешка · e7 чёрный ферзь · g7 чёрная пешка · h7 чёрная пешка · b6 чёрная пешка · e6 чёрная пешка · f6 чёрный слон · e5 белый конь · h5 белый ферзь · d4 белая пешка · e4 белый конь · d3 белый слон · a2 белая пешка · b2 белая пешка · c2 белая пешка · f2 белая пешка · g2 белая пешка · h2 белая пешка · a1 белая ладья · e1 белый король · h1 белая ладья | a8 чёрная ладья · b8 чёрный конь · f8 чёрная ладья · g8 чёрный король · a7 чёрная пешка · b7 чёрный слон · c7 чёрная пешка · d7 чёрная пешка · e7 чёрный ферзь · g7 чёрная пешка · h7 чёрная пешка · b6 чёрная пешка · e6 чёрная пешка · f6 чёрный слон · e5 белый конь · h5 белый ферзь · d4 белая пешка · e4 белый конь · d3 белый слон · a2 белая пешка · b2 белая пешка · c2 белая пешка · f2 белая пешка · g2 белая пешка · h2 белая пешка · a1 белая ладья · e1 белый король · h1 белая ладья | a8 чёрная ладья · b8 чёрный конь · f8 чёрная ладья · g8 чёрный король · a7 чёрная пешка · b7 чёрный слон · c7 чёрная пешка · d7 чёрная пешка · e7 чёрный ферзь · g7 чёрная пешка · h7 чёрная пешка · b6 чёрная пешка · e6 чёрная пешка · f6 чёрный слон · e5 белый конь · h5 белый ферзь · d4 белая пешка · e4 белый конь · d3 белый слон · a2 белая пешка · b2 белая пешка · c2 белая пешка · f2 белая пешка · g2 белая пешка · h2 белая пешка · a1 белая ладья · e1 белый король · h1 белая ладья | a8 чёрная ладья · b8 чёрный конь · f8 чёрная ладья · g8 чёрный король · a7 чёрная пешка · b7 чёрный слон · c7 чёрная пешка · d7 чёрная пешка · e7 чёрный ферзь · g7 чёрная пешка · h7 чёрная пешка · b6 чёрная пешка · e6 чёрная пешка · f6 чёрный слон · e5 белый конь · h5 белый ферзь · d4 белая пешка · e4 белый конь · d3 белый слон · a2 белая пешка · b2 белая пешка · c2 белая пешка · f2 белая пешка · g2 белая пешка · h2 белая пешка · a1 белая ладья · e1 белый король · h1 белая ладья | 4 |
| 3 | a8 чёрная ладья · b8 чёрный конь · f8 чёрная ладья · g8 чёрный король · a7 чёрная пешка · b7 чёрный слон · c7 чёрная пешка · d7 чёрная пешка · e7 чёрный ферзь · g7 чёрная пешка · h7 чёрная пешка · b6 чёрная пешка · e6 чёрная пешка · f6 чёрный слон · e5 белый конь · h5 белый ферзь · d4 белая пешка · e4 белый конь · d3 белый слон · a2 белая пешка · b2 белая пешка · c2 белая пешка · f2 белая пешка · g2 белая пешка · h2 белая пешка · a1 белая ладья · e1 белый король · h1 белая ладья | a8 чёрная ладья · b8 чёрный конь · f8 чёрная ладья · g8 чёрный король · a7 чёрная пешка · b7 чёрный слон · c7 чёрная пешка · d7 чёрная пешка · e7 чёрный ферзь · g7 чёрная пешка · h7 чёрная пешка · b6 чёрная пешка · e6 чёрная пешка · f6 чёрный слон · e5 белый конь · h5 белый ферзь · d4 белая пешка · e4 белый конь · d3 белый слон · a2 белая пешка · b2 белая пешка · c2 белая пешка · f2 белая пешка · g2 белая пешка · h2 белая пешка · a1 белая ладья · e1 белый король · h1 белая ладья | a8 чёрная ладья · b8 чёрный конь · f8 чёрная ладья · g8 чёрный король · a7 чёрная пешка · b7 чёрный слон · c7 чёрная пешка · d7 чёрная пешка · e7 чёрный ферзь · g7 чёрная пешка · h7 чёрная пешка · b6 чёрная пешка · e6 чёрная пешка · f6 чёрный слон · e5 белый конь · h5 белый ферзь · d4 белая пешка · e4 белый конь · d3 белый слон · a2 белая пешка · b2 белая пешка · c2 белая пешка · f2 белая пешка · g2 белая пешка · h2 белая пешка · a1 белая ладья · e1 белый король · h1 белая ладья | a8 чёрная ладья · b8 чёрный конь · f8 чёрная ладья · g8 чёрный король · a7 чёрная пешка · b7 чёрный слон · c7 чёрная пешка · d7 чёрная пешка · e7 чёрный ферзь · g7 чёрная пешка · h7 чёрная пешка · b6 чёрная пешка · e6 чёрная пешка · f6 чёрный слон · e5 белый конь · h5 белый ферзь · d4 белая пешка · e4 белый конь · d3 белый слон · a2 белая пешка · b2 белая пешка · c2 белая пешка · f2 белая пешка · g2 белая пешка · h2 белая пешка · a1 белая ладья · e1 белый король · h1 белая ладья | a8 чёрная ладья · b8 чёрный конь · f8 чёрная ладья · g8 чёрный король · a7 чёрная пешка · b7 чёрный слон · c7 чёрная пешка · d7 чёрная пешка · e7 чёрный ферзь · g7 чёрная пешка · h7 чёрная пешка · b6 чёрная пешка · e6 чёрная пешка · f6 чёрный слон · e5 белый конь · h5 белый ферзь · d4 белая пешка · e4 белый конь · d3 белый слон · a2 белая пешка · b2 белая пешка · c2 белая пешка · f2 белая пешка · g2 белая пешка · h2 белая пешка · a1 белая ладья · e1 белый король · h1 белая ладья | a8 чёрная ладья · b8 чёрный конь · f8 чёрная ладья · g8 чёрный король · a7 чёрная пешка · b7 чёрный слон · c7 чёрная пешка · d7 чёрная пешка · e7 чёрный ферзь · g7 чёрная пешка · h7 чёрная пешка · b6 чёрная пешка · e6 чёрная пешка · f6 чёрный слон · e5 белый конь · h5 белый ферзь · d4 белая пешка · e4 белый конь · d3 белый слон · a2 белая пешка · b2 белая пешка · c2 белая пешка · f2 белая пешка · g2 белая пешка · h2 белая пешка · a1 белая ладья · e1 белый король · h1 белая ладья | a8 чёрная ладья · b8 чёрный конь · f8 чёрная ладья · g8 чёрный король · a7 чёрная пешка · b7 чёрный слон · c7 чёрная пешка · d7 чёрная пешка · e7 чёрный ферзь · g7 чёрная пешка · h7 чёрная пешка · b6 чёрная пешка · e6 чёрная пешка · f6 чёрный слон · e5 белый конь · h5 белый ферзь · d4 белая пешка · e4 белый конь · d3 белый слон · a2 белая пешка · b2 белая пешка · c2 белая пешка · f2 белая пешка · g2 белая пешка · h2 белая пешка · a1 белая ладья · e1 белый король · h1 белая ладья | a8 чёрная ладья · b8 чёрный конь · f8 чёрная ладья · g8 чёрный король · a7 чёрная пешка · b7 чёрный слон · c7 чёрная пешка · d7 чёрная пешка · e7 чёрный ферзь · g7 чёрная пешка · h7 чёрная пешка · b6 чёрная пешка · e6 чёрная пешка · f6 чёрный слон · e5 белый конь · h5 белый ферзь · d4 белая пешка · e4 белый конь · d3 белый слон · a2 белая пешка · b2 белая пешка · c2 белая пешка · f2 белая пешка · g2 белая пешка · h2 белая пешка · a1 белая ладья · e1 белый король · h1 белая ладья | 3 |
| 2 | a8 чёрная ладья · b8 чёрный конь · f8 чёрная ладья · g8 чёрный король · a7 чёрная пешка · b7 чёрный слон · c7 чёрная пешка · d7 чёрная пешка · e7 чёрный ферзь · g7 чёрная пешка · h7 чёрная пешка · b6 чёрная пешка · e6 чёрная пешка · f6 чёрный слон · e5 белый конь · h5 белый ферзь · d4 белая пешка · e4 белый конь · d3 белый слон · a2 белая пешка · b2 белая пешка · c2 белая пешка · f2 белая пешка · g2 белая пешка · h2 белая пешка · a1 белая ладья · e1 белый король · h1 белая ладья | a8 чёрная ладья · b8 чёрный конь · f8 чёрная ладья · g8 чёрный король · a7 чёрная пешка · b7 чёрный слон · c7 чёрная пешка · d7 чёрная пешка · e7 чёрный ферзь · g7 чёрная пешка · h7 чёрная пешка · b6 чёрная пешка · e6 чёрная пешка · f6 чёрный слон · e5 белый конь · h5 белый ферзь · d4 белая пешка · e4 белый конь · d3 белый слон · a2 белая пешка · b2 белая пешка · c2 белая пешка · f2 белая пешка · g2 белая пешка · h2 белая пешка · a1 белая ладья · e1 белый король · h1 белая ладья | a8 чёрная ладья · b8 чёрный конь · f8 чёрная ладья · g8 чёрный король · a7 чёрная пешка · b7 чёрный слон · c7 чёрная пешка · d7 чёрная пешка · e7 чёрный ферзь · g7 чёрная пешка · h7 чёрная пешка · b6 чёрная пешка · e6 чёрная пешка · f6 чёрный слон · e5 белый конь · h5 белый ферзь · d4 белая пешка · e4 белый конь · d3 белый слон · a2 белая пешка · b2 белая пешка · c2 белая пешка · f2 белая пешка · g2 белая пешка · h2 белая пешка · a1 белая ладья · e1 белый король · h1 белая ладья | a8 чёрная ладья · b8 чёрный конь · f8 чёрная ладья · g8 чёрный король · a7 чёрная пешка · b7 чёрный слон · c7 чёрная пешка · d7 чёрная пешка · e7 чёрный ферзь · g7 чёрная пешка · h7 чёрная пешка · b6 чёрная пешка · e6 чёрная пешка · f6 чёрный слон · e5 белый конь · h5 белый ферзь · d4 белая пешка · e4 белый конь · d3 белый слон · a2 белая пешка · b2 белая пешка · c2 белая пешка · f2 белая пешка · g2 белая пешка · h2 белая пешка · a1 белая ладья · e1 белый король · h1 белая ладья | a8 чёрная ладья · b8 чёрный конь · f8 чёрная ладья · g8 чёрный король · a7 чёрная пешка · b7 чёрный слон · c7 чёрная пешка · d7 чёрная пешка · e7 чёрный ферзь · g7 чёрная пешка · h7 чёрная пешка · b6 чёрная пешка · e6 чёрная пешка · f6 чёрный слон · e5 белый конь · h5 белый ферзь · d4 белая пешка · e4 белый конь · d3 белый слон · a2 белая пешка · b2 белая пешка · c2 белая пешка · f2 белая пешка · g2 белая пешка · h2 белая пешка · a1 белая ладья · e1 белый король · h1 белая ладья | a8 чёрная ладья · b8 чёрный конь · f8 чёрная ладья · g8 чёрный король · a7 чёрная пешка · b7 чёрный слон · c7 чёрная пешка · d7 чёрная пешка · e7 чёрный ферзь · g7 чёрная пешка · h7 чёрная пешка · b6 чёрная пешка · e6 чёрная пешка · f6 чёрный слон · e5 белый конь · h5 белый ферзь · d4 белая пешка · e4 белый конь · d3 белый слон · a2 белая пешка · b2 белая пешка · c2 белая пешка · f2 белая пешка · g2 белая пешка · h2 белая пешка · a1 белая ладья · e1 белый король · h1 белая ладья | a8 чёрная ладья · b8 чёрный конь · f8 чёрная ладья · g8 чёрный король · a7 чёрная пешка · b7 чёрный слон · c7 чёрная пешка · d7 чёрная пешка · e7 чёрный ферзь · g7 чёрная пешка · h7 чёрная пешка · b6 чёрная пешка · e6 чёрная пешка · f6 чёрный слон · e5 белый конь · h5 белый ферзь · d4 белая пешка · e4 белый конь · d3 белый слон · a2 белая пешка · b2 белая пешка · c2 белая пешка · f2 белая пешка · g2 белая пешка · h2 белая пешка · a1 белая ладья · e1 белый король · h1 белая ладья | a8 чёрная ладья · b8 чёрный конь · f8 чёрная ладья · g8 чёрный король · a7 чёрная пешка · b7 чёрный слон · c7 чёрная пешка · d7 чёрная пешка · e7 чёрный ферзь · g7 чёрная пешка · h7 чёрная пешка · b6 чёрная пешка · e6 чёрная пешка · f6 чёрный слон · e5 белый конь · h5 белый ферзь · d4 белая пешка · e4 белый конь · d3 белый слон · a2 белая пешка · b2 белая пешка · c2 белая пешка · f2 белая пешка · g2 белая пешка · h2 белая пешка · a1 белая ладья · e1 белый король · h1 белая ладья | 2 |
| 1 | a8 чёрная ладья · b8 чёрный конь · f8 чёрная ладья · g8 чёрный король · a7 чёрная пешка · b7 чёрный слон · c7 чёрная пешка · d7 чёрная пешка · e7 чёрный ферзь · g7 чёрная пешка · h7 чёрная пешка · b6 чёрная пешка · e6 чёрная пешка · f6 чёрный слон · e5 белый конь · h5 белый ферзь · d4 белая пешка · e4 белый конь · d3 белый слон · a2 белая пешка · b2 белая пешка · c2 белая пешка · f2 белая пешка · g2 белая пешка · h2 белая пешка · a1 белая ладья · e1 белый король · h1 белая ладья | a8 чёрная ладья · b8 чёрный конь · f8 чёрная ладья · g8 чёрный король · a7 чёрная пешка · b7 чёрный слон · c7 чёрная пешка · d7 чёрная пешка · e7 чёрный ферзь · g7 чёрная пешка · h7 чёрная пешка · b6 чёрная пешка · e6 чёрная пешка · f6 чёрный слон · e5 белый конь · h5 белый ферзь · d4 белая пешка · e4 белый конь · d3 белый слон · a2 белая пешка · b2 белая пешка · c2 белая пешка · f2 белая пешка · g2 белая пешка · h2 белая пешка · a1 белая ладья · e1 белый король · h1 белая ладья | a8 чёрная ладья · b8 чёрный конь · f8 чёрная ладья · g8 чёрный король · a7 чёрная пешка · b7 чёрный слон · c7 чёрная пешка · d7 чёрная пешка · e7 чёрный ферзь · g7 чёрная пешка · h7 чёрная пешка · b6 чёрная пешка · e6 чёрная пешка · f6 чёрный слон · e5 белый конь · h5 белый ферзь · d4 белая пешка · e4 белый конь · d3 белый слон · a2 белая пешка · b2 белая пешка · c2 белая пешка · f2 белая пешка · g2 белая пешка · h2 белая пешка · a1 белая ладья · e1 белый король · h1 белая ладья | a8 чёрная ладья · b8 чёрный конь · f8 чёрная ладья · g8 чёрный король · a7 чёрная пешка · b7 чёрный слон · c7 чёрная пешка · d7 чёрная пешка · e7 чёрный ферзь · g7 чёрная пешка · h7 чёрная пешка · b6 чёрная пешка · e6 чёрная пешка · f6 чёрный слон · e5 белый конь · h5 белый ферзь · d4 белая пешка · e4 белый конь · d3 белый слон · a2 белая пешка · b2 белая пешка · c2 белая пешка · f2 белая пешка · g2 белая пешка · h2 белая пешка · a1 белая ладья · e1 белый король · h1 белая ладья | a8 чёрная ладья · b8 чёрный конь · f8 чёрная ладья · g8 чёрный король · a7 чёрная пешка · b7 чёрный слон · c7 чёрная пешка · d7 чёрная пешка · e7 чёрный ферзь · g7 чёрная пешка · h7 чёрная пешка · b6 чёрная пешка · e6 чёрная пешка · f6 чёрный слон · e5 белый конь · h5 белый ферзь · d4 белая пешка · e4 белый конь · d3 белый слон · a2 белая пешка · b2 белая пешка · c2 белая пешка · f2 белая пешка · g2 белая пешка · h2 белая пешка · a1 белая ладья · e1 белый король · h1 белая ладья | a8 чёрная ладья · b8 чёрный конь · f8 чёрная ладья · g8 чёрный король · a7 чёрная пешка · b7 чёрный слон · c7 чёрная пешка · d7 чёрная пешка · e7 чёрный ферзь · g7 чёрная пешка · h7 чёрная пешка · b6 чёрная пешка · e6 чёрная пешка · f6 чёрный слон · e5 белый конь · h5 белый ферзь · d4 белая пешка · e4 белый конь · d3 белый слон · a2 белая пешка · b2 белая пешка · c2 белая пешка · f2 белая пешка · g2 белая пешка · h2 белая пешка · a1 белая ладья · e1 белый король · h1 белая ладья | a8 чёрная ладья · b8 чёрный конь · f8 чёрная ладья · g8 чёрный король · a7 чёрная пешка · b7 чёрный слон · c7 чёрная пешка · d7 чёрная пешка · e7 чёрный ферзь · g7 чёрная пешка · h7 чёрная пешка · b6 чёрная пешка · e6 чёрная пешка · f6 чёрный слон · e5 белый конь · h5 белый ферзь · d4 белая пешка · e4 белый конь · d3 белый слон · a2 белая пешка · b2 белая пешка · c2 белая пешка · f2 белая пешка · g2 белая пешка · h2 белая пешка · a1 белая ладья · e1 белый король · h1 белая ладья | a8 чёрная ладья · b8 чёрный конь · f8 чёрная ладья · g8 чёрный король · a7 чёрная пешка · b7 чёрный слон · c7 чёрная пешка · d7 чёрная пешка · e7 чёрный ферзь · g7 чёрная пешка · h7 чёрная пешка · b6 чёрная пешка · e6 чёрная пешка · f6 чёрный слон · e5 белый конь · h5 белый ферзь · d4 белая пешка · e4 белый конь · d3 белый слон · a2 белая пешка · b2 белая пешка · c2 белая пешка · f2 белая пешка · g2 белая пешка · h2 белая пешка · a1 белая ладья · e1 белый король · h1 белая ладья | 1 |
|   | a | b | c | d | e | f | g | h |   |

1.d4 f5 2.♘f3 е6 3.♘с3 Kf6 4.♗g5 ♝е7 (правильно 4…d5, мешая белым захватить центр) 5.♗f6 ♝f6 6.е4 fxe4 7.♘xе4 b6 8.♗d3 ♝b7 9.♘е5 0-0 10.♕h5! ♛е7 (диаграмма 1; теперь угрозу 11.♘xf6+ отражает 11…gxf6, после которого пешка h7 защищена; однако 10…♛е7 — грубая ошибка, допускающая форсированный мат в несколько ходов; предпочтительнее простое 10…♝xе5, выбивая одну из атакующих фигур белых)
11.♕xh7+!! ♚xh7 12.♘xf6+ ♚h6 (на 12…♚h8 следует 13.♘g6#) 13.♘eg4+ ♚g5 14.h4+ (другой вариант: 14.f4+ ♚h4 15.g3+ ♚h3 16.♗f1+ ♝g2 17.♘f2#) ♚f4 15.g3+ ♚f3 16.♗e2+ (на ход раньше матовало 16.♔f1! с дальнейшим 17.♘h2#) ♚g2 17.Лh2+ ♚g1 18.0-0-0#.

Эта партия была сыграна не в турнире, а была так называемой «лёгкой партией» в шахматном клубе лондонского Сити.
1. d4 f5 2. Nf3 e6 3. Nc3 Nf6 4. Bg5 Be7 5. Bxf6 Bxf6 6. e4 fxe4 7. Nxe4 b6 8. Bd3 Bb7 9. Ne5 O-O 10. Qh5 Qe7 11. Qxh7+ Kxh7 12. Nxf6+ Kh6 13. Neg4+ Kg5 14. h4+ Kf4 15. g3+ Kf3 16. Be2+ Kg2 17. Rh2+ Kg1 18. O-O-O#

## Книги
- Schachstrategie, 5 Aufl., В., 1928;
- The adventure of chess, 2 ed., N. Y., 1959;
- Chess for fun and chess for blood, [2 ed.], N. Y., 1962;
- Chess secrets learned from the masters, [2 ed.], N Y . 1969; в русском переводе: Шахматная стратегия, М.. 1924.

## Примечание
1. 1 2 3 4  Edward Lasker // SNAC (англ.) — 2010.
2. ↑  Bradley, Milton. How Go Came to America (англ.). Дата обращения: 8 января 2012. Архивировано из оригинала 14 апреля 2012 года.
3. ↑  Ласкер, Эдуард. From My Go Career // Go Monthly Review. — 1961. — Вып. 7, 9.
4. ↑  Юрий Авербах, Михаил Бейлин, 1972, с. 196—198.
5. ↑  Edward Winter presents: Unsolved Chess Mysteries (13) (англ.). en.chessbase.com (27 августа 2007). Дата обращения: 17 ноября 2024. Архивировано 30 ноября 2024 года.
6. ↑  По другим источникам было сыграно 18.♔d2#.
7. ↑  Олег Баранцев. Самая красивая партия Эдуарда Ласкера. sports.ru (31 октября 2013). Дата обращения: 23 марта 2015. Архивировано 2 апреля 2015 года.